# Сурингер, Виллем Фредерик Райнир
Виллем Фредерик Райнир Сурингер (нидерл. Willem Frederik Reinier Suringar; 28 декабря 1832[…], Леуварден — 12 июля 1898[…], Лейден, Южная Голландия) — нидерландский ботаник, профессор ботаники.

## Биография
Виллем Фредерик Райнир Сурингер родился в 1832 году. С 1850 по 1855 год Сурингер изучал медицину в Лейденском университете. 13 марта 1857 года с отличием окончил Лейденский университет и в том же году был назначен профессором ботаники. В 1867 году Виллем Фредерик Райнир Сурингер стал членом Нидерландской королевской академии наук. Сурингер умер в 1898 году. 

## Научная деятельность
Виллем Фредерик Райнир Сурингер специализировался на водорослях и на семенных растениях.  

## Избранные научные работы
- Waarnemingen over de prikkelbaarheid der Droserabladen, 1853.
- Observationes Phycologicae in Floram Batavam, 1855.
- Nieuw beschreven en voor onze flora nieuwe zoetwaterwieren, verzameld in Drenthe, 1861.
- Botanische excursie naar het eiland Schiermonnikoog, 1861.
- De sarcine, onderzoek naar de plantaardige natuur, den lichaamsbouw en de ontwikkelingswetten van dit organisme, 1865.
- Algae japonicae Musei botanici lugduno-batavi, 1870.
- Handleiding tot het bepalen van de in Nederland wildgroeiende planten, 1870, drie drukken.
- Zakflora, 1880 tot 1920, tien drukken.
- Phylogenetische schets, 1895.
- Illustrations du genre Melocactus par W.F.R. Suringar, continuées par J. Valckenier Suringar, 1897, 1903 & 1905, drie delen.